# 7559 Кірстінмеєр
7559 Кірстінмеєр (7559 Kirstinemeyer) — астероїд головного поясу, відкритий 14 листопада 1985 року.
Тіссеранів параметр щодо Юпітера — 3,464.